# Idaea denudaria
Idaea denudaria là một loài bướm đêm trong họ Geometridae.